# Acrobelione langi
Acrobelione langi är en kräftdjursart som först beskrevs av Van Name 1920.  Acrobelione langi ingår i släktet Acrobelione och familjen Bopyridae. Inga underarter finns listade i Catalogue of Life.